# مارجريدا كورسييرو
مارغاريدا كورشيرو هي ممثلة وعارضة أزياء برتغالية ولدت في عام 2002 وتعمل في وكالة النماذج المركزية.

## الفيلوغرافيا
التلفاز
بريسيونيرا - كارولينا أتالايا
بيم مي كوير (فيلم) - كونستانسا ترينداد دي سوزا

## الحياة الشخصية
كانت تواعد اللاعب البرتغالي جواو فيليكس بين عامي 2019 و2023.